# 劉舉 (弘治進士)
劉舉（1464年—？），字直夫，直隸大名府魏縣民籍，明朝政治人物。

## 生平
順天府鄉試第六十八名舉人。弘治十八年（1505年）中式乙丑科會試第一百四十六名，三甲第九十名進士。歷官刑部员外郎，正德九年（1514年）七月升陕西按察司佥事。

## 家族
曾祖劉仕通；祖父劉□；父劉□。前母江氏；母王氏。永感下。